# 莫里尼
莫里尼（法語：Morigny，法語發音：[mɔʁiɲi]）是法国芒什省的一个市镇，属于圣洛区。

## 地理
莫里尼（48°52'53"N, 1°3'34"W）面积4.35 平方千米，位于法国诺曼底大区芒什省，该省份为法国西北部沿海省份，西、北、东北三面环大西洋，东起顺时针与卡爾瓦多斯省、奧恩省、马耶讷省和伊勒-维莱讷省接壤。
与莫里尼接壤的市镇（或旧市镇、城区）包括：朗代勒和库皮尼、蒙布赖、圣维戈尔德蒙、努德谢讷。

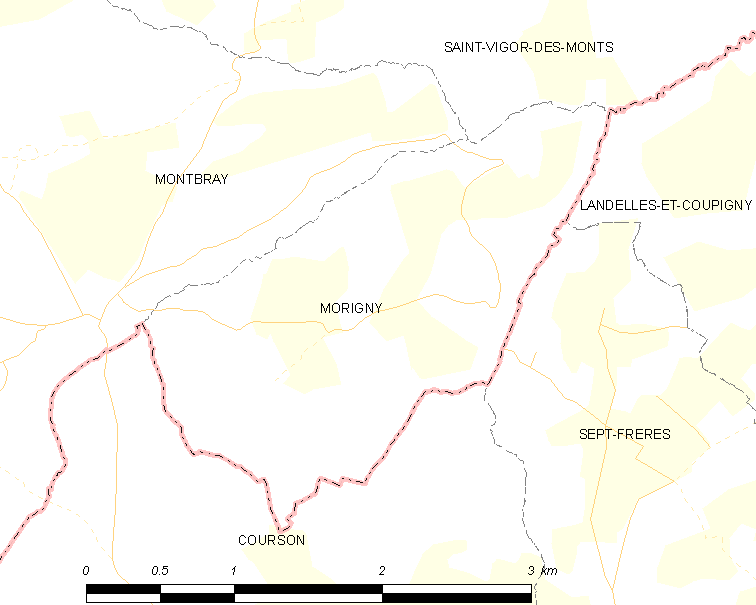
莫里尼的OSM定位图

莫里尼的时区为UTC+01:00、UTC+02:00（夏令时）。

## 行政
莫里尼的邮政编码为50410，INSEE市镇编码为50357。

## 政治
莫里尼所属的省级选区为维勒迪约莱普瓦勒-鲁菲尼县。

## 人口

1962-2008年间莫里尼人口变化图示

莫里尼于2022年1月1日时的人口数量为70人。